# مارثا ماكسويل
مارثا آن ماكسويل (21 يوليو/ تموز عام 1831 - 31 مايو / أيار عام1881) هي عالمة متخصصة في التاريخ الطبيعي وفنانة وخبيرة في تحنيط الحيوانات. ساعدت في وضع أساليب تحنيط الحيوان الحديثة. يُقال إن العروض ثلاثية الأبعاد الرائدة التي قدمتها ماكسويل قد أثرت في شخصيات بارزة في تاريخ التحنيط مثل ويليام تمبل هورنادي وكارل أكيلي (مؤسس علم التحنيط الحديث). ولدت في ولاية بنسلفانيا في عام 1831. وهي أول امرأة في هذا المجال تحصل على عينات خاصة بها وتحنطها.

## سيرتها الشخصية

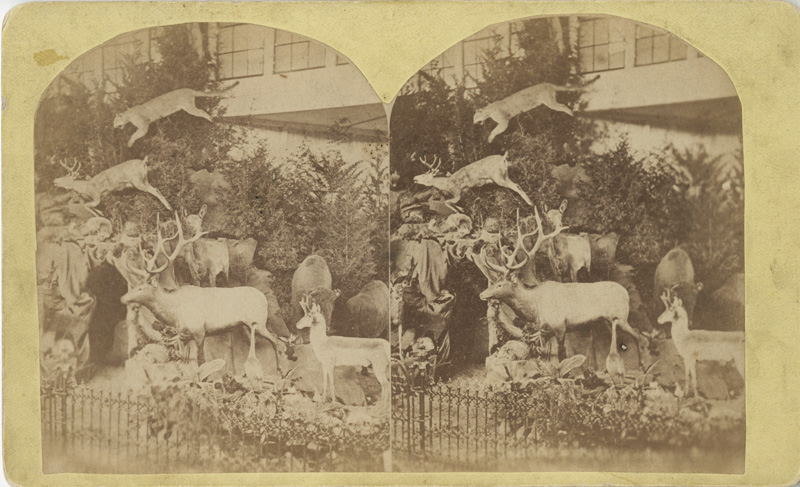
مارثا ماكسويل 1876، سلسلة جبال روكي

### مطلع حياتها
والدا ماكسويل مارثا دارت هما سبنسر وآمي سانفورد دارت، ولدت في 21 يوليو/ تموز عام 1831 في مقاطعة تيوجا بولاية في بنسلفانيا. توفي والدها في عام 1833 وتزوجت والدتها في عام 1841 من يوشيا دارت ابن عم سبنسر. كانت جدتها أبيجيل ستانفورد أول من أشعل حب الطبيعة لدى ماكسويل حين كانت تصحبها للمشي في الغابة. التحقت ماكسويل في عام 1851 بكلية أوبرلين في ولاية أوهايو لكي تصبح مدرسة. وجب عليها أن ترسب في عام 1852 بسبب عدم قدرة أسرتها على دفع الرسوم الدراسية. وعادت إلى والديها اللذين كانا يعيشان في بارابو في ولاية ويسكونسن.

### زواجها وأطفالها
كانت ماكسويل تدرس في مدرسة محلية عندما وظفها جيمس ماكسويل (رجل أعمال من بارابو) في عام 1853 لتدريس اثنين من أبنائه في كلية لورنس في ويسكونسن. ووافق مقابل خدماتها على تغطية نفقات دراستها. كان قد تبقى أقل من عام لتكمل دراستها عندما تقدم إليها جيمس بطلب الزواج. ورغم أنه يكبرها بعشرين عامًا وله ستة أطفال فقد وافقت ماكسويل على الزواج منه. تزوجا في عام 1854 وأنجبا ابنة هي مابيل في عام 1857.

### اهتمامها في التحنيط
أصيبت عائلة ماكسويل بتعسر مالي كبير خلال حالة الاضطراب عام 1857. ذهبت ماكسويل وجيمس نتيجة لذلك إلى كولورادو وانضما إلى عمل التنجيم عن الذهب في عام 1860. تركا ابنتهما مابيل في رعاية جديها. استقرت ماكسويل في نهاية المطاف في نيفادافيل في ولاية كولورادو بينما تابع جيمس عمل التنقيب عن الذهب. بدأت ماكسويل في تلك الأثناء بالغسيل وصنع الفطائر والكعك لكسب دخلها الخاص. ثم بدأت استثماراتها الخاصة واشترت منزلًا متنقلًا وبعض أسهم التنقيب عن الذهب، واشترت كبينة من غرفة واحدة في سهول شرق دنفر.
احترق منزلها في عام 1861 وبقيت ماكسويل دون أي وسيلة لكسب المال ودون مأوى. تمثلت خطتها في الانتقال إلى المقصورة التي اشترتها، ولكن عندما وصلت هي وزوجها وجدا شخصًا آخر قد استولى على المقصورة. لجأت إلى المحكمة وصدر حكم لصالح ماكسويل لكن الرجل الألماني الذي انتقل إلى مقصورتها رفض الخروج. انتظرت ماكسويل الرجل لمغادرة المقصورة إلى عمله ثم أزالت الباب من الإطار ودخلت المقصورة ووجدت بين ممتلكات الرجل طيورًا وحيوانات محنطة تمامًا. كان الرجل الذي استولى على المقصورة يدرس علم التحنيط. بدأت ماكسويل في رمي كل شيء خارجًا لاستعادة ممتلكاتها. وسرعان ما كتبت ماكسويل رسالة إلى أفراد عائلتها تطلب فيها كتابًا يساعدها «على تعلم كيفية الحفاظ على الطيور وغيرها من الحيوانات».
عادت ماكسويل في عام 1862 إلى بارابو حيث درست علم التحنيط، قام بتدريسها رجل محلي يدعى أوغدن. أقنعها جيمس في عام 1868 بالعودة إلى كولورادو.

### عملها في التحنيط
بدأت ماكسويل عند عودتها إلى كولورادو في جمع مجموعة من الطيور والثدييات المحلية. قامت برحلات إلى جبال الروكي حيث جمعت حيوان الصيدناني وأنواعًا مختلفة من السنجابيات والطيور. جمعت بحلول خريف عام 1868 ما يقارب 100 عينة، بدءًا من الدجاج وصولًا إلى الصقور والطيور الطنانة والنسور. طُلب منها عرض عملها في معرض جمعية الزراعة في كولورادو. أبدى الحاضرون إعجابهم بصناعة ماكسويل بيئات طبيعية كاملة لكل نوع ما جعلها تبدو وكأنها لا تزال على قيد الحياة. كوفئت على عملها بجائزة 50 دولار ومنحها درجة الدبلوم.
افتتحت في منتصف عام 1874 متحف روكي ماونتن في بولدر بولاية كولورادو لعرض عيناتها بهدف التعليم والترفيه. احتوى جزء رئيسي من المتحف على معارض ماكسويل للحيوانات في بيئاتها الطبيعية، بما في ذلك الجاموس والطيور والدب والأسد الجبلي. واحتوت أيضًا على مجموعات ترفيهية من الحيوانات مثل مجموعة صغيرة من القرود الجالسين حول طاولة لعب البوكر، وحيوانات حية مثل الدببة الصغيرة، وأفعى الجرس، والسنجابيات.
نقلت ماكسويل متحفها إلى دنفر بعد مضي أكثر من عام بقليل على أمل العثور على مزيد من الدعم في مدينة أكبر. ومع ذلك لم تستطع جعل المشروع مربحًا. جمعت العديد من الطيور والثدييات، بما في ذلك القوارض ذات الأقدام السوداء التي وصفها جون جيمس أودوبون ولكن لم يرها العلماء من قبل، وبوم ماكسويل الذي سميّ على اسمها بواسطة عالم الطيور روبرت ريدجواي الذي كان يعمل في مؤسسة سميثسونيان. كانت في ذلك الوقت تراسل العالم الأمريكي سبنسر فولرتون بيرد. أرسلت ماكسويل له عيّنتين من الطيور في عام 1874 وقام بدوره بتزويدها بفهرس للطيور والثدييات.

### تقنيات التحنيط المتطورة
طورت ماكسويل طريقتها الخاصة في الحفاظ على الحيوانات وتحنيطها من خلال حفظها في الجص ثم تغطية هذه القوالب بجلد الحيوانات التي تريد حفظها. واستخدمت لاحقًا إطارات حديدية عليها لتشد الجلد، بدلاً من خياطة الجلود معًا وحشوها مثلما فعل معظم خبراء التحنيط الآخرين. وقد أصرّت على استخدام الخلفيات التي صورت البيئات الطبيعية للحيوانات.

### معرض فيلادلفيا
طُلب من ماكسويل في عام 1876 إشغال قسم في معرض فيلادلفيا المئوي، وهو أول معرض عالمي رسمي. وافق مفوضو كولورادو على دفع تكاليف التعبئة والنقل لعيناتها من وإلى فيلادلفيا ونفقات معيشتها أثناء المعرض المئوي. سُمح لماكسويل بالاحتفاظ بالعائدات المادية من بيع أي عينات لها وعرض صورها كتعويض مادي عن وقتها. ابتكرت عرضًا معقدًا يمثل البيئات الطبيعية شمل الحيوانات المُحنطة (التي كانت تصطادها وتحنطها) والمياه الجارية وبعض الكلاب الحية. كان هذا العرض الأول من نوعه. كان معرضها أحد أكثر المعارض شعبية في هذا الحدث الدولي وغطته الصحافة بشدة. حقق المعرض شعبية كبيرة لدرجة أن شركة الصور الرسمية للمعرض لم تكن قادرة على تلبية الطلب على الصور. نسخت ماكسويل صورًا فوتوغرافية للمعرض وبدأت بيعها لكن المسؤولين أجبروها على التوقف.
يبدو أن العديد من زوار المعرض أرادوا الاحتفاظ بذكرى من معرض ماكسويل الشهير. وضعت ماكسويل الثدييات والطيور من كل من السهول والمناطق الجبلية في بيئة طبيعية واقعية. وضعت الجواميس والأيائل عبر السهول ووضعت الدببة والأسود الجبلية بين الصخور، كل عينة على ارتفاع يشير إلى الارتفاع الذي عُثر عليها فيه بشكل طبيعي. شمل معرض ماكسويل المئوي (مثل عروضها في متحف كولورادو) عينات محنطة وحيوانات حية صغيرة.

### المعاناة المالية
واصلت ماكسويل المعاناة المالية في السنوات التي تلت المعرض المئوي. لم تلقِ المعارض الأخرى لعيناتها الكثير من الاهتمام.

### موتها والفترة التي تلته
توفت ماكسويل في ولاية ماساتشوستس بتاريخ 31 مايو /أيار عام 1881 بسبب ورم في المبيض.
تعاقدت ابنة ماكسويل بعد وفاتها مع رجل في ساراتوغا سبرينغس بولاية نيويورك لعرض وبيع المجموعة. عرضت المجموعة عدة مرات ولكنها وضعت في التخزين بعد ذلك. لسوء الحظ لم توضع بعناية وبدأت القطع بالتفكك. حاولت ماري (أخت ماكسويل) في عام 1920 استرداد المجموعة وخططت للتبرع بالأعمال لجامعة كولورادو. ولكن القطع قد تقادمت ولم يبقَ منها شيء يستحق الحفاظ عليه.